# Speyeria sierra
Speyeria sierra är en fjärilsart som beskrevs av Dos Passos och William Grey 1945. Speyeria sierra ingår i släktet Speyeria och familjen praktfjärilar. Inga underarter finns listade i Catalogue of Life.